# Potterie Kennemerland

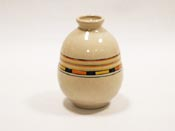
Model 1, ontworpen door Eelke Snel

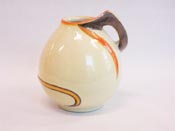
Model 178, ontworpen door Karl Gellings

De Potterie Kennemerland was een Nederlandse aardewerkfabriek uit Velsen-Noord. Het aardewerk uit de fabriek staat ook wel bekend als Velser aardewerk. De fabriek werd in december 1920 opgericht door Koen Mertens (31 jaar) en Eelke Snel (21 jaar). Mertens trok zich al snel terug uit het bedrijf en vanaf 1922 werd het bedrijf door Snel voortgezet.
Het bedrijf is onder een aantal namen actief geweest:
- 1920-1921 Potterie Kennemerland (te Velsen)
- 1921-1929 Kennemer Pottenbakkerij
- 1929-1932 N.V. Kennemer Potterij
- 1933-1936 E. Snel voorheen N.V. Kennemer Potterij
- 1936-1942 Kunstaardewerkfabriek Velsen
- 1942-2002 Keramiekfabriek Velsen (te Sassenheim)

## Geschiedenis
Eelke Snel was begonnen als knechtje met het maken van gipsen gietvormen bij aardewerkfabriek Amphora in Oegstgeest. Vervolgens kwam hij terecht bij St. Lukas in Utrecht. Daarna, op 20 mei 1920, hebben Eelke Snel, Koen Mertens, Jan van Ham en Cees van Muyen De Vier Paddenstoelen te Utrecht opgericht. Deze combinatie was van korte duur, in december hebben Snel en Mertens hun eigen pottenbakkerij opgericht: Potterie Kennemerland. Het merk uit deze periode is het PK-merk met de spiegelverkeerde P.
De vaak genoemde T is een gestileerde pottenbakkers draaischijf.
Ook dit duo was kennelijk geen succes, want ongeveer één jaar later vertrok Mertens en ging Eelke Snel alleen verder. Eelke Snel wilde op fabrieksmatige wijze produceren, Koen Mertens wilde een kleinschalige fabriek waar de vormen handgedraaid zouden zijn. Tot ongeveer 1924 is Koen Mertens nog af en toe werkzaam in de fabriek. Snels doel was goedkoop en mooi aardewerk te leveren. De eerste ontwerpen waren van Snels en Mertens hand en zijn gedecoreerd met experimentele decors, geometrische of band motieven op een roomkleurige of grijsachtige ondergrond.
Vanaf het moment dat Eelke Snel zelf bedrijfsleider was, vanaf 1922, waren de decors meestal nog eenvoudig of experimenteel. In de latere jaren van de Kennemer Pottenbakkerij, meer richting 1928/29 werden de vazen e.d. gedecoreerd met blokjes. Deze periode kenmerkt zich door het altijd blauwe merk KP.
Tot 1929 was de fabriek nog kleinschalig, met weinig werknemers. Vanaf 1929 werd de productie fabrieksmatig aangepakt en kwamen er meer arbeiders in dienst. Vanuit de Goudse plateelindustrie kwamen er ook enkele schilders naar Velsen. Na het aantrekken van de vormgever Karl Gellings werden de wat eenvoudige modellen aangevuld met kunstzinniger ontwerpen. Een andere bekende ontwerper voor de fabriek was Willem Stuurman. Hij heeft decors ontworpen maar ook modellen. Er verscheen in de loop der jaren een grote verscheidenheid aan modellen, van sierlijke vazen, kannen en dekselpotten tot mooi gestileerde abstracte (dier)plastieken. Dit merk is het KP-merk in groen, grijs/zwart. 
Omdat de fabriek van de Duitsers moest verhuizen, werd deze in 1942 in Sassenheim gevestigd onder de naam "Velsen"; aanvankelijk werd nog gebruikgemaakt van oude gietmallen, maar spoedig werd daar een heel andere weg ingeslagen.